# Plesiosaurus
Plesiosaurus är ett släkte av ordningen plesiosaurier, även kallade svanödlor, som levde under jura, för 195-140 miljoner år sedan. De kallas också svanödlor på grund av sin långa svanliknande hals. Dessa reptiler levde i haven och livnärde sig främst av fisk. De blev upp till fem meter långa och hade paddelfenor.
Fossil av plesiosaurus förekommer endast i Storbritannien, även om andra nära släktingar hittats på andra håll. Den namngavs redan 1821 av William Conybeare och Henry Thomas De la Beche med utgångspunkt från ett mycket komplett exemplar påträffats av världens första professionella fossilsamlare, Mary Anning.
Det förekommer spekulationer om att det så kallades Loch Ness-odjuret skulle vara ett överlevande exemplar från familjen plesiosaurier, då flera som påstår sig ha sett odjuret ofta har gett en beskrivning liknande en Plesiosaurus.   

## Beskrivning

### Skallen och tänder
Jämfört med andra liknande plesisaurier, Plesiosaurus har ett litet huvud. Skallbasen är mycket smalare än långt, de kan sträcka ut sig så den största bredden är just under ögonen. Den anatomiska termen av kroppen är "avrundat triangulär" . Vid en lateral besiktning, skallen når sin högsta punkt på sidan av skallens ovansida.

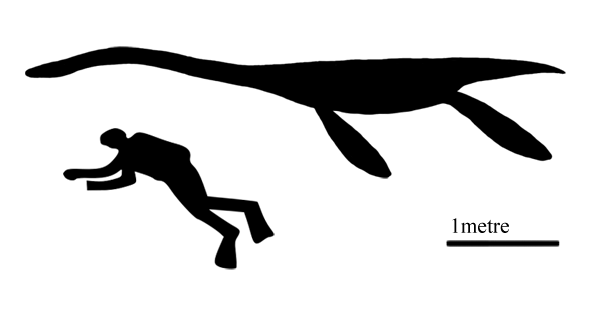
Plesiosaurus med en människa som jämförelse.